# Gymnasium Mariengarden
Das Gymnasium Mariengarden (offizielle Bezeichnung: Gymnasium Mariengarden – privates Gymnasium der Hünfelder Oblaten in Borken-Burlo) ist ein 1917 gegründetes, staatlich anerkanntes Gymnasium in Borkens Stadtteil Burlo in der Trägerschaft der Oblaten der Unbefleckten Jungfrau Maria.
Das Gymnasium legt Wert auf Persönlichkeitsbildung und die Vermittlung christlicher Werte. Insbesondere durch anhaltende Erfolge in verschiedenen Wettbewerben hat sich das Gymnasium einen auch überregionalen Ruf erarbeitet.

## Geschichte
Die Wurzeln Mariengardens liegen im Jahr 1220, als in Groß-Burlo eine kleine Kapelle errichtet wurde. 1245 übernahmen Wilhelmiten die Kapelle und begannen mit dem Ausbau der Anlagen zum Kloster. 1398 wurde das Kloster unter dem Namen Mariengarden erstmals urkundlich erwähnt. Die zugehörige Kirche ist der Gottesmutter geweiht. Mitte des 15. Jahrhunderts schlossen sich die Wilhelmiten den Zisterziensern an. Nachdem durch die Wiedertäuferbewegung und Kriege das Kloster fast zum Erliegen gekommen war, erhielt es Mitte des 17. Jahrhunderts eine neue Blüte. 1718 wurde das Kloster weiter ausgebaut, wodurch es die heutige Gestalt annahm. 1803 wurde das Kloster infolge der Säkularisation aufgelöst.
1917 wurden die Missionare Oblaten der unbefleckten Maria auf die Klosteranlage aufmerksam, die sich im Besitz von Alfred Fürst zu Salm-Salm befand. Nach längeren und größeren Renovierungsarbeiten erhielten die Oblaten 1924 die offizielle Anerkennung als Privatschule. 1921 zogen 43 Sextaner von St. Karl nach Burlo um. 1927 verfügte die Schule nun über ein ausgeprägtes Angebot an Fächern, unter anderem Lateinisch, Zeichnen, Französisch, Griechisch, Werken sowie Orchester und Gesang. Bis 1935 stiegen die Schülerzahlen immer mehr an, fielen anschließend aber rapide ab. Zwangsläufig wurde die Schließung der Schule Ostern 1940 durchgeführt.
Im Jahr 1946 wurde die Schule wieder eröffnet. Mit 55 Schülern und zwei Patres als Lehrern lief der Schulneustart erfolgreicher als erwartet. 1958 gab das Kultusministerium Düsseldorf die Genehmigung zur Umstrukturierung der Schulform: Das Gymnasium wurde zu einem staatlich anerkannten Progymnasium. 1964 wurde eine zwischenzeitliche Bilanz gezogen, mit der die Betreiber der Schule zufrieden waren, da aus der Funktion der Ordensschule mehr als 130 Priester hervorgegangen waren. Nach elf Jahren als Progymnasium wurde die Schulform erneut geändert: Mariengarden wurde vom Kultusministerium Düsseldorf 1969 als offizielles Vollgymnasium anerkannt. Ein Jahr später wurde 1970 ein neues Internat eingeweiht.
1972 legten die ersten elf Abiturienten die Reifeprüfung ab. Ab 1974 zeigten sich zwei Trends: Während die Anzahl der Schüler immer weiter stieg, sank die Anzahl der Internen ständig. 1978 wurden erstmals 20 Mädchen in eine der Sexten aufgenommen und gemeinsam mit den Jungen unterrichtet. 1980 besuchten bereits 520 Schüler die Schule, davon allerdings nur noch 50 Internatsbesucher. 1984 wurde das Internat geschlossen, die Räume wurden zu einer Tagungsstätte umgewidmet. 1996 musste die Schule bei 130 Anmeldungen erstmals Schüler abweisen. Im Schuljahr 2007/08 besuchten 770 Schülerinnen und Schüler die Schule. Im Schuljahr 2012/13 wurden die Klassen der Jahrgangsstufe 5 erstmals vierzügig eingerichtet.
Am 10. März 2012 wurde das Forum Mariengarden eingeweiht, das am Platz der alten Aula erbaut wurde. Es beherbergt einen Versammlungsraum für das Gymnasium, der auch als Theater- und Konzertsaal nutzbar ist, eine Bibliothek, das Bistro für die Schüler, den Klausurraum, Oberstufen- und Mittelstufenräume sowie einige weitere Räumlichkeiten. Es wurde mit dem Schulbaupreis NRW 2013 ausgezeichnet.
Ein Höhepunkt in der Geschichte des Gymnasiums war die Reise der gesamten Schulgemeinschaft vom 25. September bis zum 2. Oktober 2015 nach Rom.

## Religiöse Woche
1983 fand die erste Religiöse Schulwoche statt. Im Jahr 2009 fand die bis dahin größte religiöse Schulwoche unter dem Motto „Mission Possible. Unterwegs im Auftrag des Herrn“ statt. Den großen Abschlussgottesdienst am 5. September 2009 führte Bischof Lucio Alfert aus Paraguay.

## Auszeichnungen
- Im Rahmen des NRW-Schülerwettbewerbs „bio-logisch“ wurde das Gymnasium Mariengarden neben anderen Schulen mit einem Sonderpreis der Ministerin für Schule und Weiterbildung ausgezeichnet.
- Drei Schüler des Gymnasiums wurden 2009 beim 39. Internationalen Jugendwettbewerb der Volksbanken unter den besten Nachwuchskünstlern in Rheinland und Westfalen ausgezeichnet.
- 2009 gewann eine Schülerin den vom Jüdischen Museum vergebenen Jugendgeschichtspreis für ihre Arbeit Spurensuche: Das Schicksal jüdischer Familien aus Borken und Gemen in der NS-Zeit.[6]

## Kontroversen
Im September 2018 geriet das Gymnasium in die Kritik, weil der Schulträger die Festanstellung eines Referendars aufgrund seiner Homosexualität untersagt hatte und die Schule ein entsprechendes Angebot daraufhin zurückziehen musste. Der Referendar gab an, seinen Lebensgefährten heiraten zu wollen. Nach Ansicht des Schulträgers (Hünfelder Oblaten) widerspreche dieses der kirchlichen Auffassung von Ehe und Familie. Als Referendar war der Mann Angestellter des Landes Nordrhein-Westfalen. Für eine Festanstellung wäre ein Arbeitsvertrag mit dem Orden notwendig gewesen.
Schüler und Lehrer setzten als Zeichen gegen Homophobie den Hashtag #mariengardenistbunt und zeigten so, dass sie mit der Entscheidung des Schulträgers nicht übereinstimmten.

## Liste der bisherigen Schulleiter
- 1946–1954: Pater Josef Hillen († 1954)
- 1954–1978: Pater Jakob Ziener († 1982)
- 1978–1986: Pater Clemens Kubitza († 2020)
- 1986–2010: Pater Kurt Fleischmann
- seit 2010: Michael Brands

## Bekannte Schüler
- Peter Hodiamont (1925–2004), Maler und Bildhauer
- Emanuel zu Salm und Salm-Salm (* 1961), Jurist, Hochmeister des Bundes der Historischen Deutschen Schützenbruderschaften
- Peter Massine (* 1964), Gründer der Pferde-Gala Apassionata
- Rolf van Dick (* 1967),  Sozialpsychologe
- Thomas Kerkhoff (* 1981), Kommunalpolitiker
- Susan Albers (* 1983), Sängerin
- Anne König (* 1984), Politikerin
- Lisa Hoffmann (* 1989), Künstlerin
- Eva Schulz (* 1990), Journalistin